# Justizamt Coswig
Das Justizamt Coswig (zeitgenössisch auch Justizamt Koswig oder Justizamt Koswick) war 1810 bis 1847 eine Gerichts- und Verwaltungseinheit im Herzogtum Anhalt-Bernburg mit Sitz in Coswig.

## Geschichte
Im Rahmen der Zerbster Teilung erhielt das Fürstentum Anhalt-Bernburg vom Fürstentum Anhalt-Zerbst 1797 unter anderem das Amt Coswig mit 15 Dörfern. Anhalt-Bernburg erweiterte das Amt um die Dörfer Weiden und Stackelitz aus dem Amt Zerbst und die Dörfer Natho, Thießen, Ragösen, Jeber und Serno aus dem Amt Roßlau.
Ab 1810 wurden die landesherrlichen Verwaltungs- und Gerichtseinheiten in Anhalt-Bernburg einheitlich Justizamt genannt, entsprechend bildete das bisherige Amt Coswig nun das Justizamt Coswig. Es umfasste die Stadt Coswig und 25 Dörfer. Dies waren: Buro, Zieko, Düben, Luso, Ratho, Thießen, Ragösen, Hundeluft, Jeber und Bergfrieden, Stackelitz, Serno, Grochewitz, Weiden, Bräsen, Buko, Köselitz, Kobbelsdorf, Senst, Göritz, Pülzig, Wahlsdorf, Wörpen, Möllensdorf und Griebo. 1830 wurden 8095 Einwohner in 1140 Häusern gezählt.
Das Justizamt war sowohl Gericht erster Instanz als auch Verwaltungsbehörde. Als Appellationsgericht diente die herzogliche Regierung in Bernburg.

## Neuorganisation 1849/50
Mit der Märzrevolution war eine umfassende Verwaltungs- und Justizreform verbunden. Die Trennung der Rechtsprechung von der Verwaltung wurde eingeführt und die Patrimonialgerichte abgeschafft. Die Verwaltungsaufgaben übernahmen die Kreisämter und die Gerichtsfunktionen die Kreisgerichte und Kreisgerichtskommissionen. Für die Justiz entstand so das Kreisgericht Zerbst. In Coswig wurde eine Gerichtskommission eingerichtet. Dieses war dem Oberlandesgericht Dessau in zweiter und dem Preußische Obertribunal als letzter Instanz nachgeordnet. Die Verwaltungsaufgaben übernahm das Kreisamt Zerbst.